# Eleutherolaimus parastenosoma
Eleutherolaimus parastenosoma is een rondwormensoort uit de familie van de Linhomoeidae. De wetenschappelijke naam van de soort is voor het eerst geldig gepubliceerd in 1933 door Allgén.